# کوینون

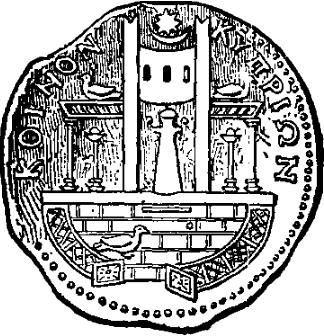
سکه‌ای از لیگ یونانی-قبرسی، با واژهٔ کوینون بر روی آن

کوینون (یونانی: Κοινόν) به معنی عمومی، تفاسیر متعددی در اصطلاحات اجتماعی و دولتی در یونان باستان داشت. این کلمه شکل خنثای صفت بود و تقریباً هم‌معنی اصطلاح بروکراتیک لاتین res publica، به‌معنی «چیز عمومی». یکی از رایج‌ترین موارد استفادهٔ آن، معنای «مشترک المنافع» است، مانند دولت یک ایالت واحد، به‌طور مثال دولت آتن.
در نوشته‌های تاریخی به‌طور رایج به‌معنی نهاد اصلی در یک «اتحادیه» یا «فدراسیون» بکار برده می‌شود؛ یعنی نهادی در بالادست مجموعه‌ای از شهرها، ایالت‌ها یا قبائل.
یک کوینون در رأس این مجموعه‌ها، کارکردهای عمومی در امور دفاعی، دیپلماتیک، اقتصادی یا مذهبی ایفا می‌کرد.
اتحادیهٔ تسالی نمونه‌ای از یک کوینون است.